# Olenekien
| Systeem | Serie     | Etage         | Ouderdom (Ma) | Lithostratigrafie |
| --- | --------- | ------------- | ------------- | ----------------- |
| Jura | Onder     | Hettangien    | jonger        | Lias              |
| Trias | Boven     | Rhaetien      | 201,3–208,5   | Lias              |
| Trias | Boven     | Rhaetien      | 201,3–208,5   | Keuper            |
| Trias | Boven     | Norien        | 208,5–228     |                   |
| Trias | Boven     | Carnien       | 228–235       |                   |
| Trias | Midden    | Ladinien      | 235–242       |                   |
| Trias | Midden    | Ladinien      | 235–242       | Muschelkalk       |
| Trias | Midden    | Anisien       | 242–247,2     |                   |
| Trias | Midden    | Anisien       | 242–247,2     | Buntsandstein     |
| Trias | Onder     | Olenekien     | 247,2–251,2   |                   |
| Trias | Onder     | Indien        | 251,2–252,2   |                   |
| Perm | Lopingien | Changhsingien | ouder         |                   |
| Perm | Lopingien | Changhsingien | ouder         | Zechstein         |
| Indeling van het Trias volgens de ICS en NW-Europese lithostratigrafische namen. Cursieve ouderdommen zijn slechts indicaties. |           |               |               |                   |

Het geologisch tijdperk Olenekien (Vlaanderen: Olenekiaan) is de laatste tijdsnede in het Vroeg-Trias (of de bovenste etage van het Onder-Trias), van ongeveer 251,2 tot ongeveer 247,2 Ma. Het komt na/op het Indien en na het Olenekien komt het Anisien.
Regionaal wordt het Olenekien onderverdeeld in de sub-etages Smithien en Spathien. Samen met het onderliggende Indien vormde het Olenekien vroeger het Skythien, maar deze naam wordt tegenwoordig alleen in de Alpen nog gebruikt.

## Naam
De naam Olenekien is afgeleid van de rivier de Olenjok (of Olenek) in Siberië, waar ook de oorspronkelijke typelocatie ligt. De etage werd in 1956 door Russische stratigrafen ingevoerd. Het Olenekien kwam daarmee in de plaats van de eerdere definitie Jakutien, die ongeveer dezelfde tijdspanne beslaat.
De basis van het Olenekien wordt gedefinieerd door het eerste voorkomen van de conodont Neospathodus waageni en ligt ook vlak bij de eerste voorkomens van de ammonieten Hedenstroemia en Meekoceras gracilitatis. De top wordt gedefinieerd door het eerste voorkomen van de conodont Chiosella timorensis en ligt ook vlak bij het eerste voorkomen van de ammonieten Japonites, Paradanubites en Paracrochordiceras.
In Europa is het Olenekien een gedeelte van de tijd waarin de Buntsandstein werd afgezet.

## Afbeeldingen: selectie van enkele geslachten

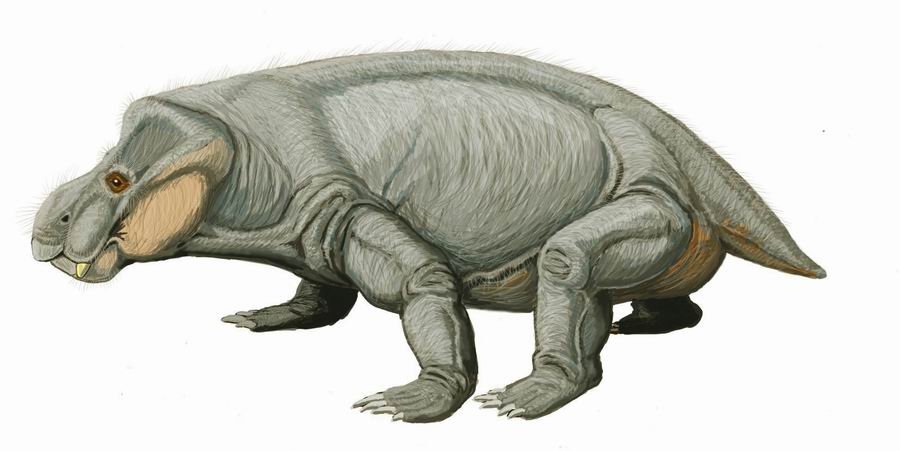
Kannemeyeria
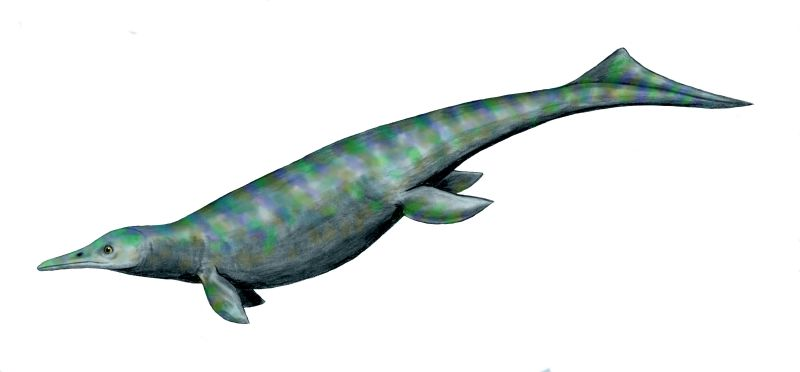
Utatsusaurus
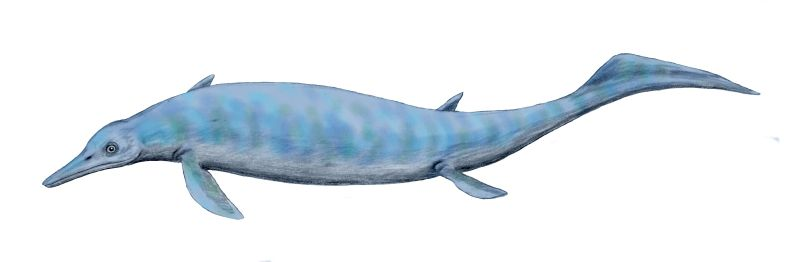
Chaohusaurus
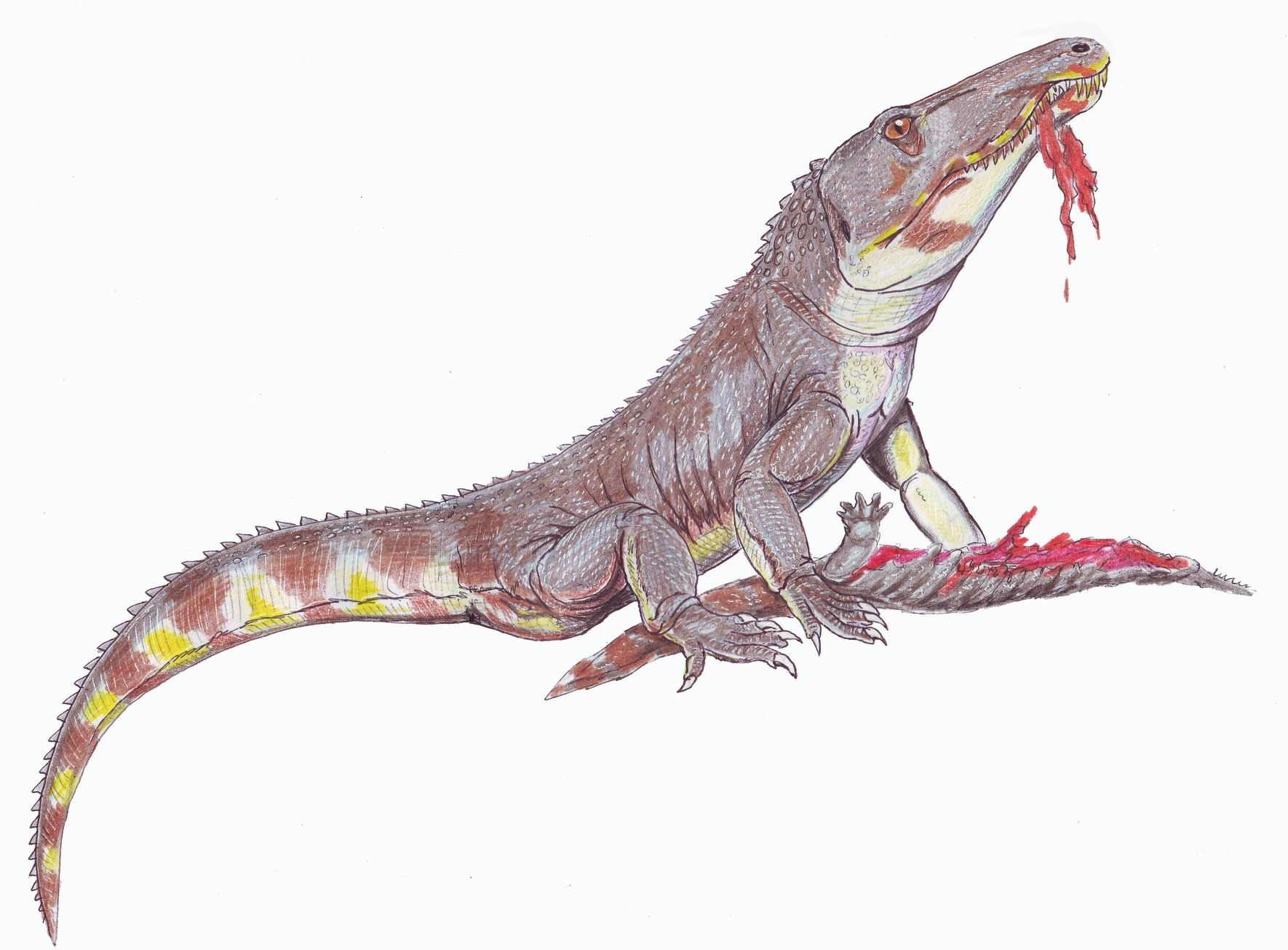
Chasmatosuchus
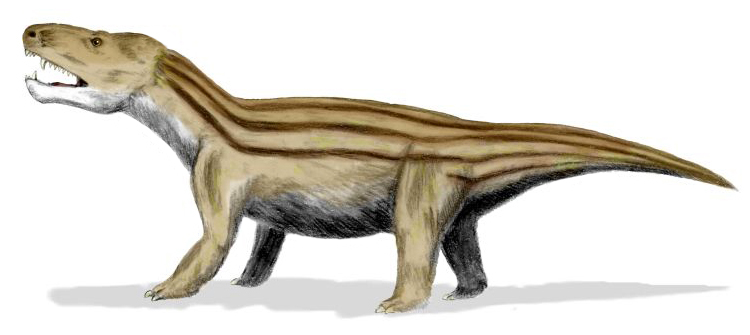
Cynognathus
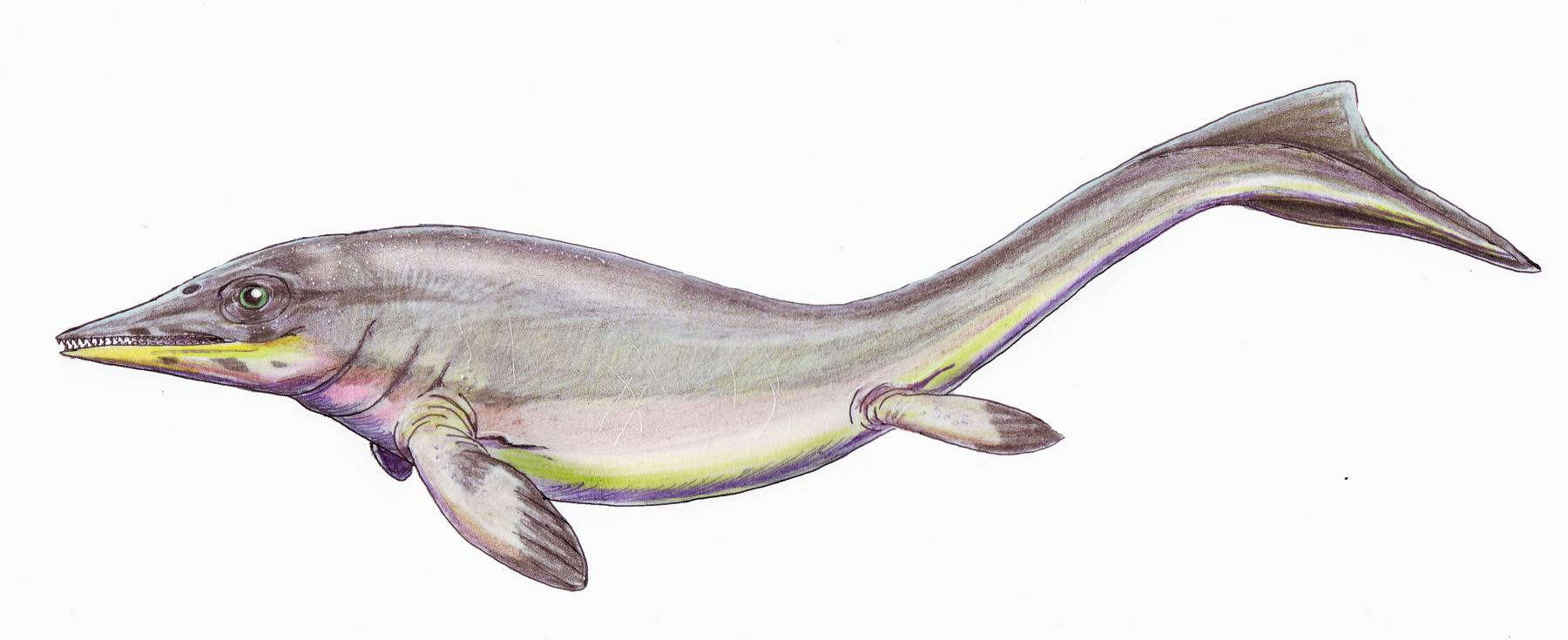
Grippia